# Battle Ground (Washington)
Battle Ground es una ciudad ubicada en el condado de Clark en el estado estadounidense de Washington. En el año 2000 tenía una población de 16.812 habitantes y una densidad poblacional de 985,6 personas por km².

## Geografía
Battle Ground se encuentra ubicada en las coordenadas 45°46′50″N 122°32′22″O / 45.78056, -122.53944.

## Demografía
Según la Oficina del Censo en 2000 los ingresos medios por hogar en la localidad eran de $45.070, y los ingresos medios por familia eran $49.876. Los hombres tenían unos ingresos medios de $41.133 frente a los $25.215 para las mujeres. La renta per cápita para la localidad era de $17.139. Alrededor del 9,3% de la población estaban por debajo del umbral de pobreza.